# Charbice Dolne
Charbice Dolne ist ein Dorf in der Gemeinde Lutomiersk im Powiat Pabianicki. Es liegt auf einer Höhe von etwa 145 Metern über dem Meeresspiegel in der Woiwodschaft Łódź in Polen. Das Verwaltungszentrum der Gemeinde in Lutomiersk ist etwa sieben Kilometer in südöstlicher Richtung von Charbice Dolne entfernt. Haupteinnahmequelle des Dorfes ist die Forst- und Landwirtschaft.

## Quelle
- Geographie Charbice Dolne